# Angelika Köster-Loßack
Angelika Köster-Loßack (* 17. März 1947 in Emmerich; † 29. November 2020 in Heidelberg) war eine deutsche Politikerin, Mitglied der Grünen aus Baden-Württemberg und Bundestagsabgeordnete.

## Leben
Nach dem Besuch der Grundschule in Emmerich und des Elly-Heuss-Knapp-Gymnasiums in Duisburg studierte Angelika Köster-Loßack Indologie, Ethnologie und Soziologie am Südasien-Institut der Universität Heidelberg. Während ihres Studiums engagierte sich Köster-Loßack in den Deutsch-Israelischen Studiengruppen. An ihr Studium in Heidelberg schloss sich ein einjähriger Studienaufenthalt in Israel mit anschließender Promotion zur Dr. phil. an.
Als Lehrbeauftragte war Köster-Loßack seit 1974 an der Universität Heidelberg, der University of Maryland – European Division und seit 1986 an der Fachhochschule für Sozialwesen in Mannheim tätig.
Sie war Mitglied im Verband baden-württembergischer Wissenschaftlerinnen, Gründungsmitglied von WISE (Women’s International Studies Europe), Vorstandsmitglied der Deutsch-Indischen Gesellschaft (Sektion Heidelberg), Mitglied der Gesellschaft für bedrohte Völker, des Freundeskreises Heidelberg-Rehovot, Gründungsmitglied des HIFI (Heidelberger Institut für Interdisziplinäre Frauenforschung), Gründungsmitglied und Vorstandsfrau des Internationalen Frauenzentrums Heidelberg.
Seit 1984 war Angelika Köster-Lößack Mitglied der Grün-Alternativen Liste/Heidelberg (GAL), wobei sie erst 1990 in die Partei eintrat. Darüber hinaus war sie Mitglied im Kreisvorstand Heidelberg. Ferner war sie Gemeinderätin der GAL in Heidelberg 1986 bis 1989.
Von 1994 bis 2002 war Köster-Lößack Mitglied des Deutschen Bundestages.
Anschließend leitete sie bis Februar 2005 das Südasien-Büro der Heinrich-Böll-Stiftung in Lahore, Pakistan.
Köster-Loßack war verheiratet und Mutter eines Sohnes.